# Svanholm
Svanholm es un antiguo palacete y su feudo ubicado unos 55 km al oeste de Copenhague en Dinamarca; la peculiaridad es que ha sido reconvertido en una especie de ecoaldea.
En 1978 una asociación de más de cien personas compró el terreno con sus edificios para crear la más extensa comunidad internacional ubicada en Dinamarca. El colectivo de Svanholm cultiva sus propios alimentos y en Dinamarca ha sido pionero en la práctica de la agricultura orgánica.
En julio de 2006 esta comunidad estaba compuesta por 70 adultos y 35 niños con edades comprehendidas entre los 0 a 80 años; estos miembros posee colectivamente aproximadamente 400 ha de tierras agrícolas, parques y bosques.

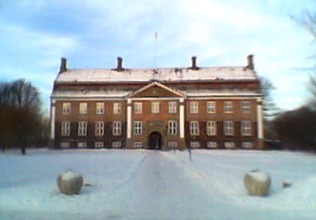
El palacete de Svanholm durante enero de 2006 (invierno boreal).

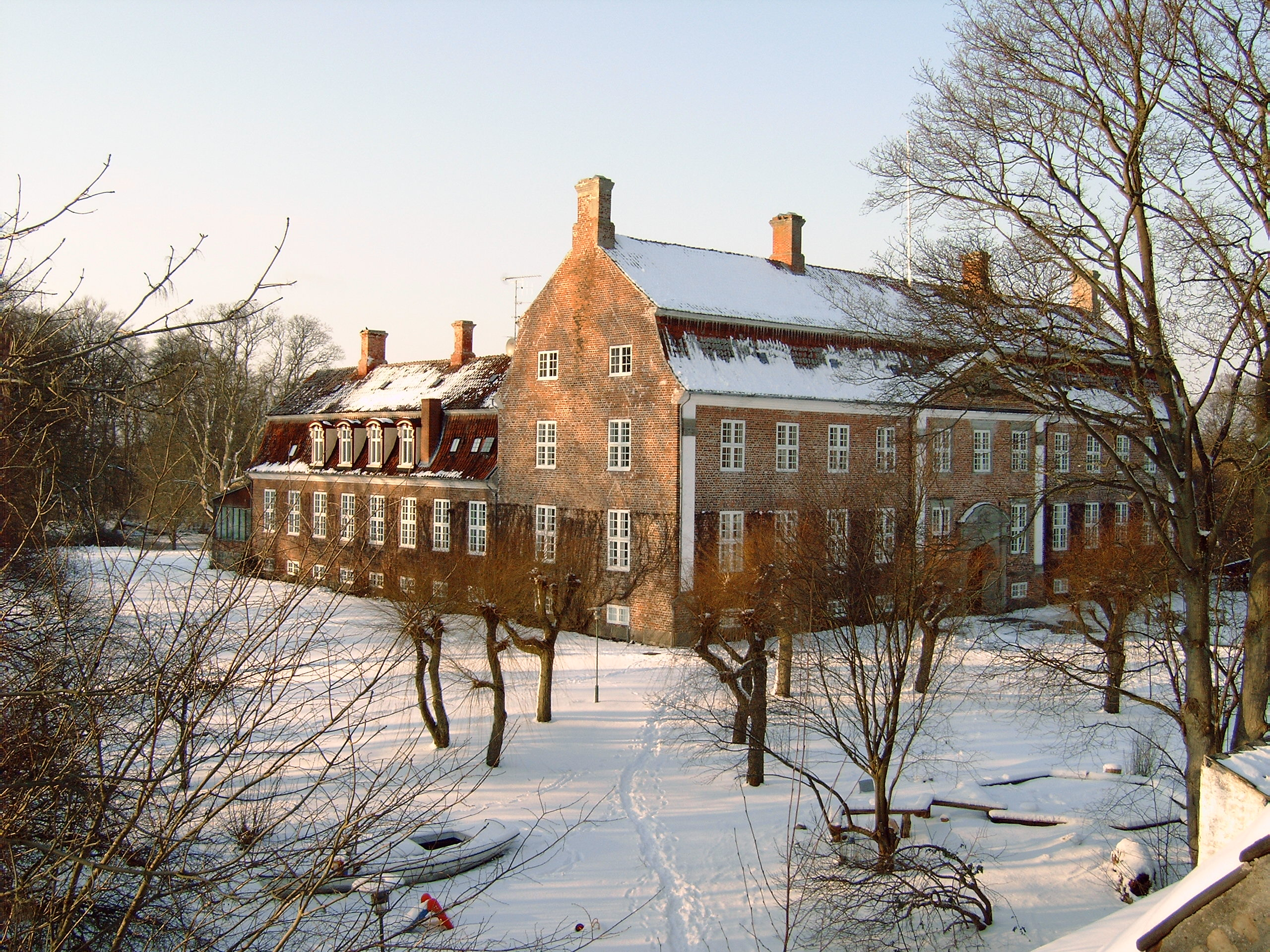
Vista de costado del palacete de Svanholm durante febrero de 2005.

## Toponimia
El nombre Svanholm proviene de las palabras danesas svan (cisne) y holm (islote), esto es, Svanholm significa «Islote del cisne».

## Geografía
El territorio de Svanholm se ubica al norte de la localidad de Skibby sobre la costa septentrional de la isla de Selandia. Consiste en un área llana de suelos arenosos recubiertos por una ligera capa de humus y con arbolados de hayas, alisos, abedules, hayas, robles y abetos. La capacidad agrícola natural se presta principalmente a la patata y al centeno, existiendo una pequeña cabaña ganadera para vacas lecheras.
Existe un edificio principal (el antiguo palacete de estilo renacentista) al que se han añadido otras doce construcciones (bastante próximas entre sí) que cumplen funciones residenciales y utilitarias.

## Historia
Aparte de la ya reseñada historia reciente, la más antigua mención de Svanholm en un documento histórico data de 1346, en esa época el propietario feudal era el «caballero» Knudsen Manderup.